# Хендли (Небраска)
Хендли (енгл. Hendley) град је у америчкој савезној држави Небраска.

## Демографија
По попису из 2010. године број становника је 24, што је 14 (-36,8%) становника мање него 2000. године.
| Група             | 2000.      | 2010.       |
| Белци             | 34 (89,5%) | 24 (100,0%) |
| Афроамериканци    | 0 (0,0%)   | 0 (0,0%)    |
| Азијати           | 0 (0,0%)   | 0 (0,0%)    |
| Хиспаноамериканци | 3 (7,9%)   | 0 (0,0%)    |
| Укупно            | 38         | 24          |